# Bobby Darin (album)
| Recensione                        | Giudizio |
| --------------------------------- | -------- |
| AllMusic                          | [ 2 ]    |
| The New Rolling Stone Album Guide | [ 3 ]    |

Bobby Darin è il primo album discografico del cantante statunitense Bobby Darin, pubblicato dall'etichetta discografica Atco Records nel settembre del 1958.

## Tracce

### LP
Lato A
1. Splish Splash – 2:12 (Bobby Darin, Jean Murray) – Registrato il 10 aprile 1958 al Atlantic Studios di New York City
2. Just in Case You Change Your Mind – 2:07 (Harry Patterson, Melvin Bell, Deek Watson) – Registrato il 6 maggio 1957 al Bradley Film and Recording Studio, Nashville, Tennessee
3. Pretty Betty – 1:40 (Bobby Darin, Don Kirshner) – Registrato il 21 agosto 1957 a New York City
4. Talk to Me Something – 2:16 (Bobby Darin, Don Kirshner) – Registrato il 6 maggio 1957 al Bradley Film and Recording Studio, Nashville, Tennessee
5. Judy, Don't Be Moody – 2:14 (Don Wolf, Ben Raleigh) – Registrato il 10 aprile 1958 al Atlantic Studios di New York City
6. (Since You're Gone) I Can't Go On – 2:43 (Doc Pomus, Morty Shuman) – Registrato il 21 agosto 1957 a New York City

Lato B
1. I Found a Million Dollar Baby (In a Five and Ten Cent Store) – 2:00 (Billy Rose, Mort Dixon, Harry Warren) – Registrato il 6 maggio 1957 al Bradley Film and Recording Studio, Nashville, Tennessee
2. Wear My Ring – 1:50 (Bobby Darin, Don Kirshner) – Registrato il 6 maggio 1957 al Bradley Film and Recording Studio, Nashville, Tennessee
3. So Mean – 2:35 (Bobby Darin, Don Kirshner) – Registrato il 21 agosto 1957 a New York City
4. Don't Call My Name – 1:58 (Bobby Darin, Don Kirshner) – Registrato il 21 agosto 1957 a New York City
5. Brand New House – 2:30 (Bobby Darrin, Woody Harris) – Registrato il 24 gennaio 1958 a New York City
6. Actions Speak Louder Than Words – 2:11 (Roquel Davis, Berry Gordy Jr.) – Registrato il 24 gennaio 1958 a New York City

## Musicisti
Splish Splash / Judy, Don't Be Moody
- Bobby Darin - voce, piano
- Al Caiola - chitarra
- Billy Mure - chitarra
- Jesse Powell - sassofono tenore
- (possibile) Wendell Marshall - contrabbasso
- Panama Francis - percussioni
- Sconosciuti - cori (brano: Judy, Don't Be Moody)
- Ahmet Ertegün - produttore
- Tom Dowd - ingegnere delle registrazioni

Just in Case You Change Your Mind / Talk to Me Something / I Found a Million Dollar Baby (In a Five and Ten Cent Store) / Wear My Ring
- Bobby Darin - voce
- Hank Garland - chitarra
- Marvin Hughes - piano
- Bob Moore - contrabbasso
- Farris Coursey - batteria
- The Jordanaires - cori
- Mildred Kirkham - cori
- Marvin Hughes - produttore
- Sconosciuto - ingegnere delle registrazioni

Pretty Betty / (Since You're Gone) I Can't Go On / So Mean / Don't Call My Name
- Bobby Darin - voce
- Altri musicisti non accreditati
- Herb Abramson - produttore
- Tom Dowd - ingegnere delle registrazioni

Brand New House / Actions Speak Louder Than Words
- Bobby Darin - voce
- Altri musicisti non accreditati
- Herb Abramson - produttore
- Tom Dowd - ingegnere delle registrazioni

Note aggiuntive
- Herb Abramson e Ahmet Ertegün - supervisione
- John Morrin - foto copertina album originale
- Mike Wollman - design copertina album originale
- Gary Kramer - note retrocopertina album originale

## Classifica
Singoli
| Anno | Titolo del brano | Classifica             | Posizione raggiunta |
| ---- | ---------------- | ---------------------- | ------------------- |
| 1958 | Splish Splash    | Billboard Hot 100      | 3                   |
| 1958 | Splish Splash    | Official Singles Chart | 18                  |